# Frontière entre le Delaware et le Maryland

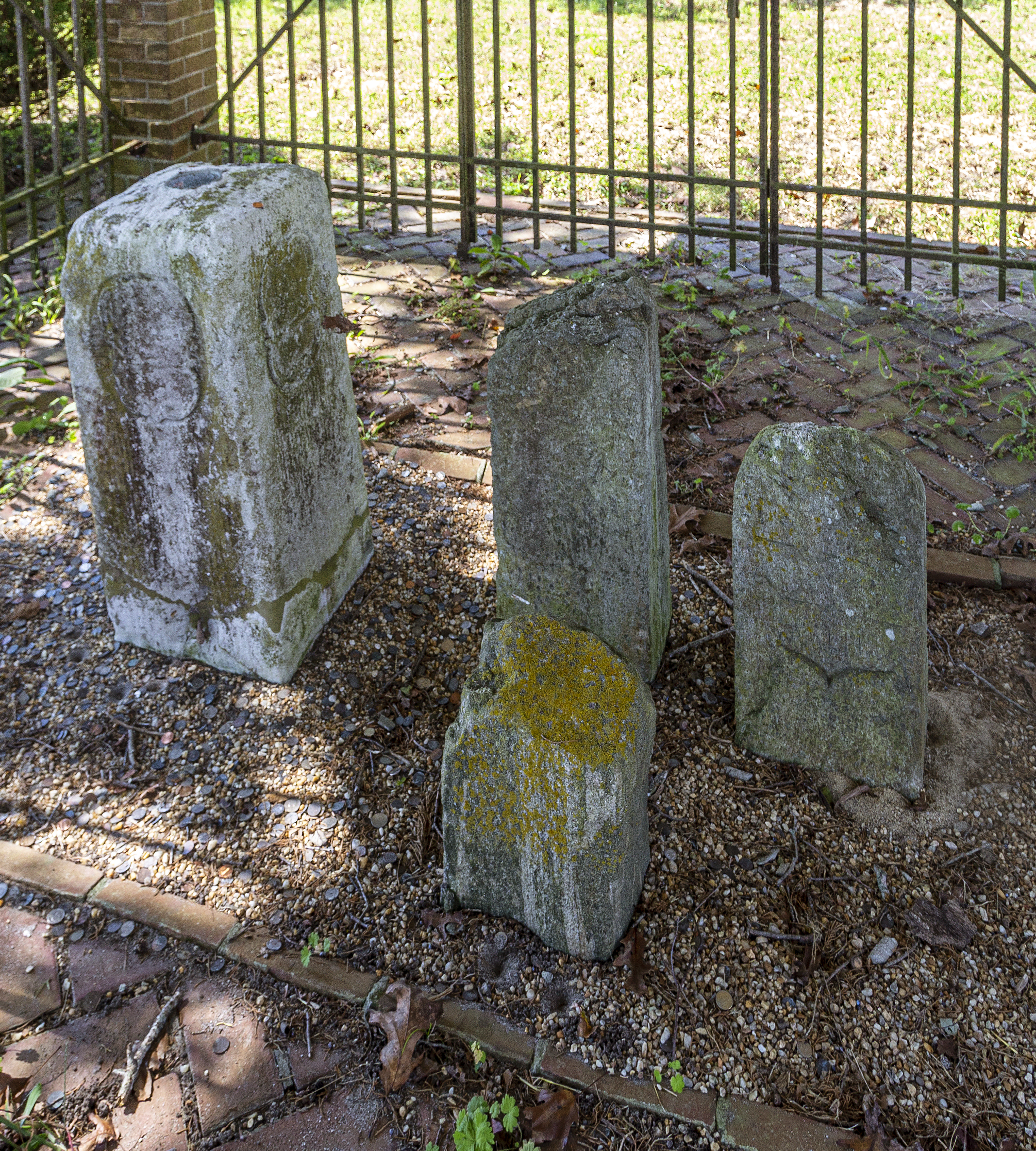
Bornes du Delaware près de Mardela Springs (Maryland).

La frontière entre le Maryland et le Delaware est une frontière intérieure des États-Unis délimitant les territoires du Maryland à l'ouest et le Delaware à l'est.
Son tracé se constitue de deux sections rectilignes et perpendiculaire l'une de l'autre, fixant les limites entre ces états sur la péninsule de Delmarva : 
- la première, orientée nord-sud, constitue est partie méridionale de la ligne Mason-Dixon établie entre 1763 et 1767. Elle part des abords de la Twelve-Mile Circle dont la pointe occidentale est à 1,3 km de l'extrémité nord de la frontière et emprunte le méridien de 75° 47′ 18″ de longitude ouest jusqu'au parallèle de 38° 27′ 28″ latitude nord.
- Puis il suit ce dernier parallèle jusqu'à côte est de la péninsule (c'est la portion orientale de ce que les américains appelèrent la Transpeninsular Line (en)).